# Marked Men (film, 1940)
Pour les articles homonymes, voir Marked Men et Marked Men (film, 2025).
Pour plus de détails, voir Fiche technique et Distribution.
Marked Men est un film américain réalisé par Sam Newfield et sorti en 1940.

## Synopsis
Bill Carver est emprisonné à tort, après avoir été piégé par le gangster Joe Mallon. En prison, il est involontairement impliqué dans une évasion, également organisée par Mallon.
La tentative d'évasion échoue, et Mallon et sa bande sont bientôt arrêtés par la police et remis derrière les barreaux, à l'exception de Bill, qui s'échappe dans le désert de l'Arizona et récupère un chien errant qu'il nomme Wolf. Dans la petite ville de Tempe, il rencontre Linda qui lui propose de travailler avec son père, le Dr James Prentiss Harkness.

## Fiche technique
- Titre alternatif pour la télévision : Desert Escape[1].
- Réalisation : Sam Newfield
- Scénario : George Bricker d'après une histoire de Harold Greene
- Producteur : Sigmund Neufeld
- Photographie : Jack Greenhalgh
- Montage : Holbrook N. Todd
- Distributeur : Producers Releasing Corporation[2]
- Durée : 66 minutes
- Date de sortie : 28 août 1940

## Distribution
- Warren Hull : Bill Carver
- Isabel Jewell : Linda Harkness
- John Dilson : Dr James Prentiss Harkness
- Paul Bryar : Joe Mallon
- Charles Williams : Charlie Sloane
- Lyle Clement : Marshal Dan Tait
- Budd Buster : Mr Marvin - Druggist
- Al St. John : Gimpy - a Thug
- Eddie Fetherston : Marty - a Thug
- Ted Erwin : Mike - a Thug
- Art Miles : Blimp - a Thug
- Grey Shadow : Wolf - le chien